# Sozialer Mord
Sozialer Mord beschreibt einen unnatürlichen Tod, der anstatt direkter Gewalt durch soziale, politische oder ökonomische Unterdrückung verursacht wurde. Ursprünglich 1845 durch den deutschen Philosophen Friedrich Engels geprägt, wird es seitdem von überwiegend linken Politikern, Journalisten und Aktivisten verwendet, um Tode größeren gesellschaftlichen Kräften zuzuschreiben.

## Definition

### Friedrich Engels
Der Begriff „Sozialer Mord“ wurde zuerst 1845 von Friedrich Engels in seinem Werk Die Lage der arbeitenden Klasse in England eingeführt, das insbesondere die englische Stadt Manchester im Viktorianischen Zeitalter betrachtet. Engels nutze den Begriff um zu beschreiben, wie gesellschaftliche Bedingungen wie Armut, schlechte Wohnsituationen und gefährliche Arbeitsbedingungen zu vermeidbarer Übersterblichkeit in der Arbeiterklasse geführt habe.
Engels argumentierte, dass diese Bedingungen das Ergebnis der inhärenten Ausbeutung und Profitstreben im kapitalistischen System seien. Dies falle seiner Ansicht nach auf „die Klasse, welche aktuell die soziale und politische Herrschaft innehaben“ (d. h. die Bourgeoisie), welche hunderte Proletarier Situationen, in welchen sie unweigerlich einen frühen und unnatürlichen Tod erleiden werden, aussetze, zurück. Laut Engels ist diese Art von Tod von Mord und Totschlag zu differenzieren, die von einem Individuum an einem anderen verübt werden, da sozialer Mord explizit von einer politischen und sozialen Elite gegen die ärmsten der Gesellschaft verübt werde.

„Wenn ein einzelner einem andern körperlichen Schaden tut, und zwar solchen Schaden, der dem Beschädigten den Tod zuzieht, so nennen wir das Totschlag; wenn der Täter im voraus wußte, daß der Schaden tödlich sein würde, so nennen wir seine Tat einen Mord. Wenn aber die Gesellschaft Hunderte von Proletariern in eine solche Lage versetzt, daß sie notwendig einem vorzeitigen, unnatürlichen Tode verfallen, […] wenn sie weiß, nur zu gut weiß, daß diese Tausende solchen Bedingungen zum Opfer fallen müssen, und doch diese Bedingungen bestehen läßt – so ist das ebensogut Mord wie die Tat des einzelnen, nur versteckter, heimtückischer Mord, ein Mord, gegen den sich niemand wehren kann, der kein Mord zu sein scheint, weil man den Mörder nicht sieht, weil alle und doch wieder niemand dieser Mörder ist, weil der Tod des Schlachtopfers wie ein natürlicher aussieht und weil er weniger eine Begehungssünde als eine Unterlassungssünde ist. Aber er bleibt Mord.“

In einer Review der akademischen Nutzung des Begriffs „Sozialer Mord“ während dem 20. und 21. Jahrhundert identifizierten die Autoren Stella Medvedyuk, Piara Govender und Dennis Raphael vier zentrale Aspekte von sozialem Mord gemäß Engels’ ursprünglicher Definition:
- Es erfolgt ein verfrühter Tod durch die Arbeitsbedingungen.
- Die Arbeitsbedingungen sind selber eine Konsequenz der Ausbeutung im Kapitalismus.
- Es existiert eine Klasse (z.b. die Bourgeoisie), die von dieser Ausbeutung profitiert.
- Die profitierende Klasse ist sich der Ausbeutung bewusst und daher dafür verantwortlich.[2]

### Andere
Im 21. Jahrhundert hat sich die Nutzung des Begriffes so erweitert, dass sie nicht notwendigerweise eine Kritik kapitalistischer Ausbeutung beinhaltet. In einer allgemeineren Bedeutung wird „Sozialer Mord“ genutzt, um eine Übersterblichkeit wegen schlechter Politik zu beschreiben.

## Geschichte
Im 21. Jahrhundert ist der Begriff „Sozialer Mord“ aufgrund wachsender soziale und gesundheitliche Ungleichheiten weltweit wieder vermehrte Verwendung. Beispielsweise nutzte der britische Politiker John McDonnell den Begriff um konservative Wirtschaftspolitik und Ereignisse wie den Brand des Grenfell Tower in 2017 zu beschreiben. Dennis Raphael, Professor an der York University, nutze ihn um konservative Politik in Ontario, Kanada zu beschreiben.
Die kanadischen Ökonomen Robert Chernomas und Ian Hudson der University of Manitoba nutzten den Begriff 2007 in ihrem Buch Social Murder: And Other Shortcomings of Conservative Economics ebenso für konservative Wirtschaftspolitik. In einem Artikel, der 2018 im Critical Social Policy veröffentlicht wurde, schrieb der Soziologe Chris Grover der Lancaster University, dass Austerität in Großbritannien, welche die psychische und physische Gesundheit der Arbeiterklasse belastet, in sozialem Mord geführt hat durch eine Erhöhung der Suizide, Tode durch Mangelernährung und der Anzahl der Leute, die auf der Straße sterben. 2021 nutze der BMJ Chefredakteur Kamran Abbasi den Begriff, um die seiner Ansicht nach bei der Beschränkung der COVID-19-Pandemie versagende Politik zu beschreiben.

Autor und Journalist Chris Hedges behauptet, dass eine „herrschende Elite“ die „Architekten sozialen Mords“ sind, indem sie den ökologischen Kollaps und den Klimawandel beschleunigen:

„Was passiert ist nicht Vernachlässigung. Es ist nicht Unfähigkeit. Es ist nicht Politikversagen. Es ist Mord. Es ist Mord, weil es vorsätzlich ist. Es ist Mord, weil eine bewusste Entscheidung von der globalen herrschenden Elite getroffen wurde, Leben auszulöschen anstatt es zu beschützen. Es ist Mord, weil Profit, trotz harter Statistik, wachsender Klimastörungen und der wissenschaftlichen Modellierung, als wichtiger als menschliches Leben und menschliches Überleben angesehen wird.“

– Chris Hedges: ScheerPost, 2. März 2021

Im Vereinigten Königreich wird argumentiert, dass beständige Kürzungen von Ausgaben für Gesundheit und andere Gebiete der öffentlichen Daseinsvorsorge zusammen mit dem Vorstoß zu privatisierten Jobs mit schlechten Bedingungen dieselbe Art von Konsequenzen haben wie Engels in den 1840er Jahren sah. Während der Flutkatastrophe in Spanien 2024 kritisierte das Internationale Komitee der Vierten Internationale (IKVI) die Handlungen der spanischen Regierung und beschrieb sie als sozialer Mord.
Nach der Erschießung des UnitedHealthcare-CEOs Brian Thompson im Dezember 2024 argumentierte ein Kommentar im New York Intelligencer, dass die Regeln und Gewohnheiten des Unternehmens im Zusammenhang mit dem Verweigern notwendiger medizinischer Behandlungen unter das Konzept des sozialen Mords fielen und bemerkte, dass dies ein mögliches Motiv für den Angriff gewesen sei. „UnitedHealthcare betätigt nicht den Abzug und erschießt seine Opfer auf der Straße. Stattdessen leiden und sterben sie vielleicht an Krebs oder einem Herzinfarkt oder einer anderen behandelbaren Krankheit.“